# Voerde (Niederrhein)
Voerde (Niederrhein) è una città di 35 889 abitanti della Renania Settentrionale-Vestfalia, in Germania.
Appartiene al distretto governativo (Regierungsbezirk) di Düsseldorf e al circondario (Kreis) di Wesel (targa WES).
Voerde possiede lo status di "Media città di circondario" (Mittlere kreisangehörige Stadt).